# Hotel Maffija 2
Hotel Maffija 2 – wspólny album studyjny raperów będących członkami kolektywu SB Maffija. Płyta ukazała się 28 stycznia 2022 roku nakładem wytwórni muzycznej SBM Label.
Utwory na album powstawały w wynajętym domu, w którym zadaniem raperów było nagranie dużej ilości singli, z których następnie miał powstać album.
28 grudnia 2023 album osiągnął status diamentowej płyty.
Gościnnie na płycie udzielił się Nypel, Gombao33, 2115 gang i Nowciax.

## Lista utworów
| Nr | Tytuł |
| -- | --- |
| 1  | Parapetówa (White 2115, Janusz Walczuk, Lanek, Bedoes, Jan-rapowanie, Kacperczyk, Białas, Adi Nowak, Fukaj, SKUTE BOBO, Beteo, Kinny Zimmer, Solar) |
| 2  | Za karę (Kinny Zimmer, Białas, Janusz Walczuk, Beteo, Adi Nowak)                                                                                    |
| 3  | Agrest i bez (Bedoes, White 2115, flexxy 2115, Kuqe 2115 i BLACHA)                                                                                  |
| 4  | Co to za bluza Lanek? (Lanek, Kinny Zimmer, Białas)                                                                                                 |
| 5  | Doba Hotelowa (Kinny Zimmer, Białas, Janusz Walczuk, Solar, Bedoes, White 2115, Jan rapowanie, Fukaj, flexxy 2115, Kuqe 2115 i BLACHA)              |
| 6  | Droga Pani (Białas, Lanek, Kinny Zimmer, Janusz Walczuk, Fukaj, Nypel)                                                                              |
| 7  | Zielona szkoła (SKUTE BOBO, Beteo, Nypel) |
| 8  | Śniadanie w Hotelu (Janusz Walczuk, Jan-rapowanie, Solar, Adi Nowak, Fukaj, Kacperczyk)                                                             |
| 9  | Wroobel daj to głośniej (Białas, Janusz Walczuk, Fukaj, Adi Nowak, Solar, Kinny Zimmer, Lanek Kacperczyk)                                           |
| 10 | Bania u Solara (Solar) |
| 11 | Chodzę po Luwrze (Solar, Jan-rapowanie, Białas, Bedoes, Janusz Walczuk)                                                                             |
| 12 | Prometazyna (Lanek, Fukaj, Beteo, White 2115) |
| 13 | Łyk i buch (White 2115, SKUTE BOBO, Janusz Walczuk, Tadeo, Wyguś, Szczepan)                                                                         |
| 14 | Baśnie braci Kacperczyk (Kacperczyk, Adi Nowak, Białas, Janusz Walczuk)                                                                             |
| 15 | Pancerz (Bedoes, Fukaj, Jan-rapowanie) |
| 16 | Do zobaczenia (Kacperczyk) |
| 17 | Postanowienia Noworoczne (Adi Nowak, Kacperczyk, Solar, Fukaj, Janusz Walczuk, White 2115)                                                          |
| 18 | Szansa na suckces (Nypel, Nowciax) |
| 19 | Lawenda (White 2115, Białas, Kinny Zimmer, Bedoes)                                                                                                  |
| 20 | Wiatr wielkich zmian (Lanek) |